# Капраника-Скало (Витербо)
Капраника-Скало је насеље у Италији у округу Витербо, региону Лацио.
Према процени из 2011. у насељу је живело 314 становника. Насеље се налази на надморској висини од 404 м.